# ۷۰۴ (میلادی)
۷۰۴ (میلادی) هفتصد  و چهارمین سال تقویم میلادی است.

## زادگان
- ابن اسحاق، اولین مورخ تاریخ صدر اسلام

## درگذشتگان
‎